# Territorio ArtLanza

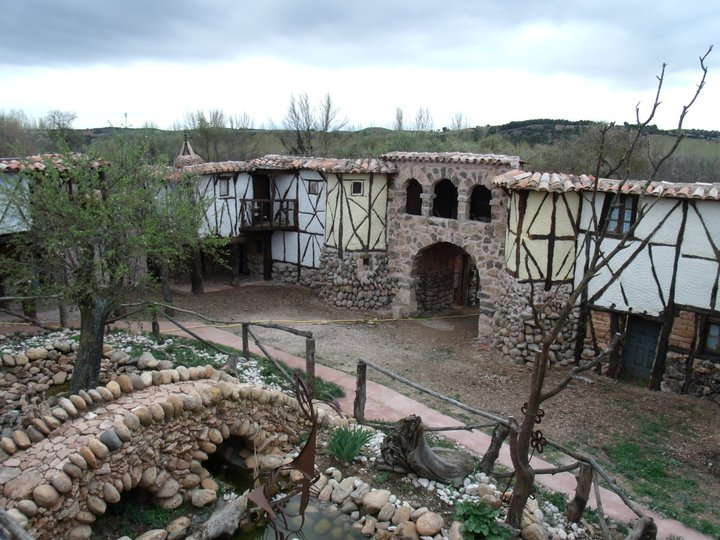
Territorio ArtLanza

Territorio ArtLanza ist ein über 25.000 m² großes architektonisches Kunstwerk in Quintanilla del Agua in der spanischen Provinz Burgos. Es ist ein aus recycelten Materialien nachgebautes mittelalterliches kastilisches Dorf des Künstlers Félix Yáñez und gilt als die größte Skulptur der Welt. Der Name leitet sich von dem Fluss Arlanza ab, an dem der Ort liegt, mit einem eingeschobenen T für art (Kunst).

## Geschichte

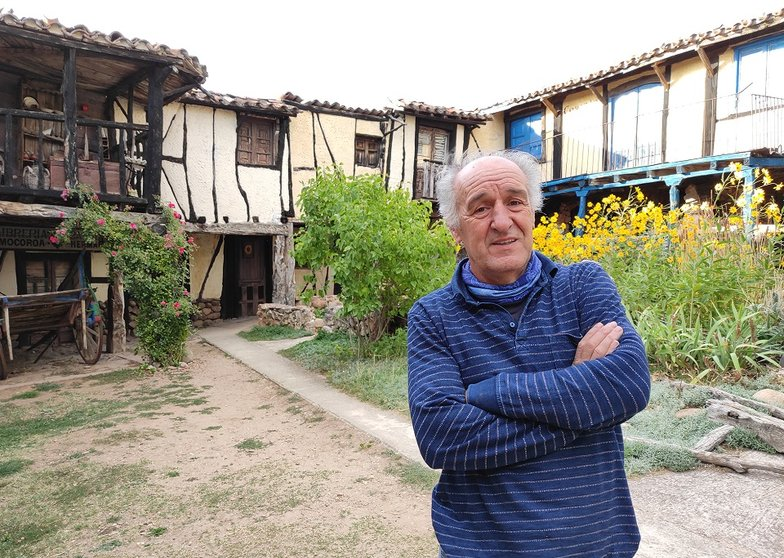
Félix Yáñez im Territorio ArtLanza, 2022

Der Bildhauer Félix Yáñez (* 1960 in Quintanilla del Agua) trat nach dem Bachillerato (Abitur) in Burgos zunächst in die Fußstapfen seines Vaters, eines Maurers. Dann aber lernte er von einem Dorfnachbarn die Töpferei und beschloss, lieber damit seinen Lebensunterhalt zu verdienen. Er stellte Keramiken her und verkaufte sie auf Messen und Märkten, die er 30 Jahre lang bereiste, bis das Geschäft durch die Weltfinanzkrise 2007–2008 einbrach. 
Bereits einige Jahre zuvor hatte Yáñez begonnen, auf seinem Grundstück alte Holzschuppen mit steinernen Fassaden, Bögen und anderen Ornamenten zu schmücken, was bei den Einwohnern auf große Aufmerksamkeit stieß. Daraufhin beschloss er, die Dekorationen zu erweitern, und begann, sich von den Schutthalden der umliegenden Dörfer Material wie Pfosten, Türen, Fenster oder Dach- und Lehmziegel zu beschaffen; Sand besorgte er sich vom Fluss. Je mehr er anbaute, umso mehr Besucher kamen vorbei. Einige dachten, er sei verrückt geworden, andere brachten ihm Werkzeuge und Gegenstände, die sie nicht mehr benötigten – darunter viele Antiquitäten. 
War das Projekt anfangs noch reine Improvisation, begann Yáñez bald, das Material zu sortieren und programmatisch zu bauen. Um die strengen Bauvorschriften für Gebäude umgehen zu können, wurde das gesamte Dorf von der Gemeindeverwaltung offiziell als „Skulptur“ klassifiziert.

## Beschreibung

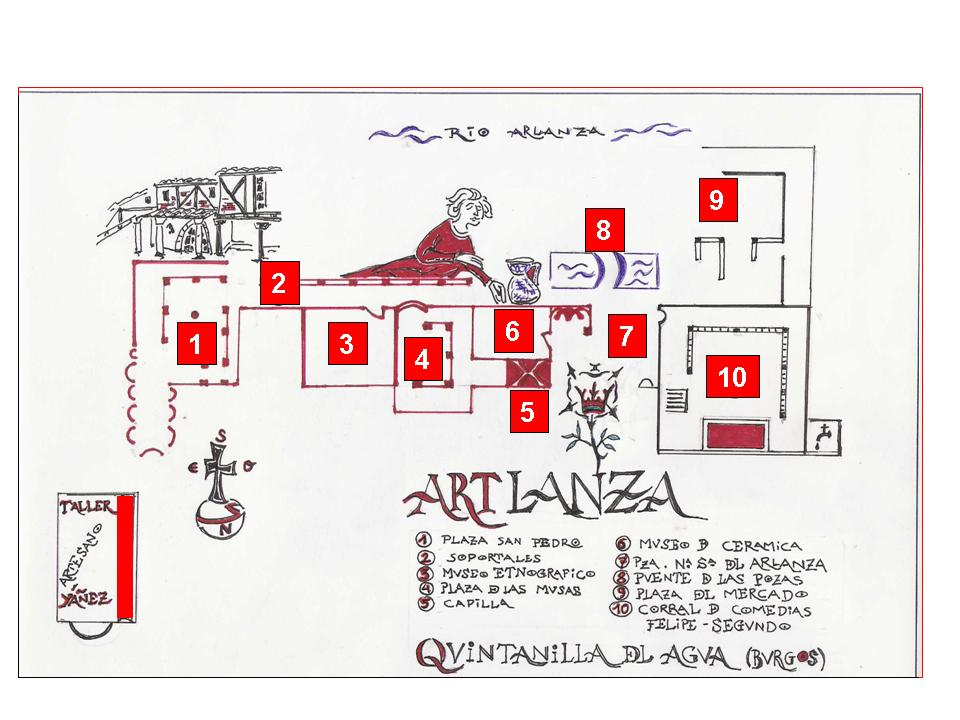
Plan des Kunstwerks

Er baute zunächst auf 200 m² eine typische kastilische Plaza mit ihren Kolonnaden aus Wacholder, die im Lauf der Zeit immer größer wurde und bald um eine Schule, eine Bodega, eine Taverne, einen Gasthof, einen Barbier, eine Bäckerei, eine Tischlerei, eine Schmiede, eine Apotheke, eine Schusterwerkstatt, eine Einsiedelei, einen Kerker sowie mehrere Wohnhäuser erweitert wurde – die Letzteren bestehen jedoch nur aus Fassaden – und am Ende auch 15 Museen enthielt. Als er 7000 m² erreicht hatte, konnte er sein Werk schon als „die größte Skulptur der Welt“ bezeichnen. Er baute aber weiter. Auf hinzugekauften, sich bis an den Fluss Arlanza erstreckenden Nachbargrundstücken entstanden weitere Plazas, eine Kunstwerkstatt im neuromanischen Stil, in der seine Terrakotta-Skulpturen ausgestellt sind, eine didaktische Werkstatt für Schulgruppen und ein kleines Theater im Stil des Corral de comedias (Komödienhof) von Almagro aus der Zeit des Siglo de Oro mit 120 Plätzen, in dem in den Sommermonaten an Wochenenden auch ein Theaterfestival mit bekannten spanischen Schauspielern, Flamenco-Vorführungen und Gedichtlesungen stattfinden, und ein weiteres Theater, in dem auch Filme gezeigt werden.
Viele Besucher sind von der Detailtreue und dem Realismus der Anlage beeindruckt. Sie erinnern sich, dass ihre Großeltern noch genau so gelebt haben, ohne Wasser und Strom, mit dem Vieh in den Häusern, wie im Mittelalter. Yáñez legte auch einen Bach mit einer Steinbrücke an. Die bisher letzte Erweiterung besteht aus dem Kinderdorf Bautoland mit kleinen bunten Häuschen, Miniatur-Märchenschloss, Riesenpilzen und lebensgroßen Comicfiguren wie Snoopy, Asterix und Obelix, Micky Maus, die Familie Feuerstein, SpongeBob, Peppa Wutz, Mafalda oder einige Minions. Die Besucher können sich beispielsweise auch neben Fred Feuerstein in dessen Steinzeitmobil setzen.
Noch in Bau befindlich war 2022 eine 10 m hohe, bunte Version der Kathedrale von Burgos, die Yáñez unter anderem mit der Trencadís-Technik des Künstlers Antoni Gaudí aus Kachelstücken errichtet, die er aus Abrissbauten bezieht. Yáñez hat es bisher abgelehnt, einen Eintrag in das Guinness-Buch der Rekorde zu beantragen, da er als Künstler der Arte Povera nicht bereit ist, dafür jedes Jahr mehrere Tausend Euro an Gebühren zu zahlen. Für das Marketing haben seine drei Söhne Isra, Darío und José-Luis, die den Internetauftritt des Projekts leiten, sich den „plakativen“ Domainnamen laesculturamasgrandedelmundo.com („die größte Skulptur der Welt“.com) gesichert. Das Kunstwerk zieht jährlich rund 50.000 Besucher an.

## Galerie

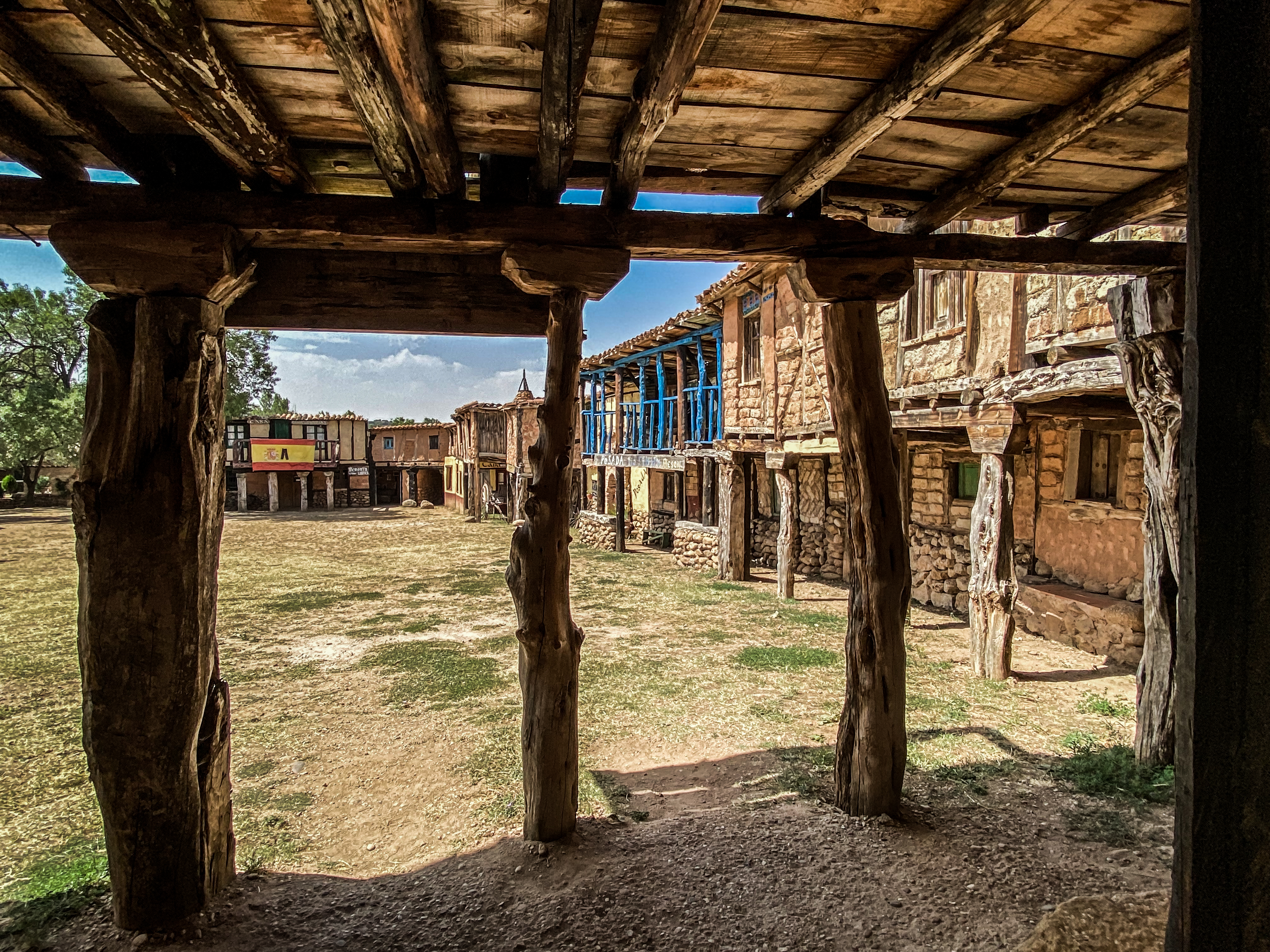
Sicht auf eine der Plazas
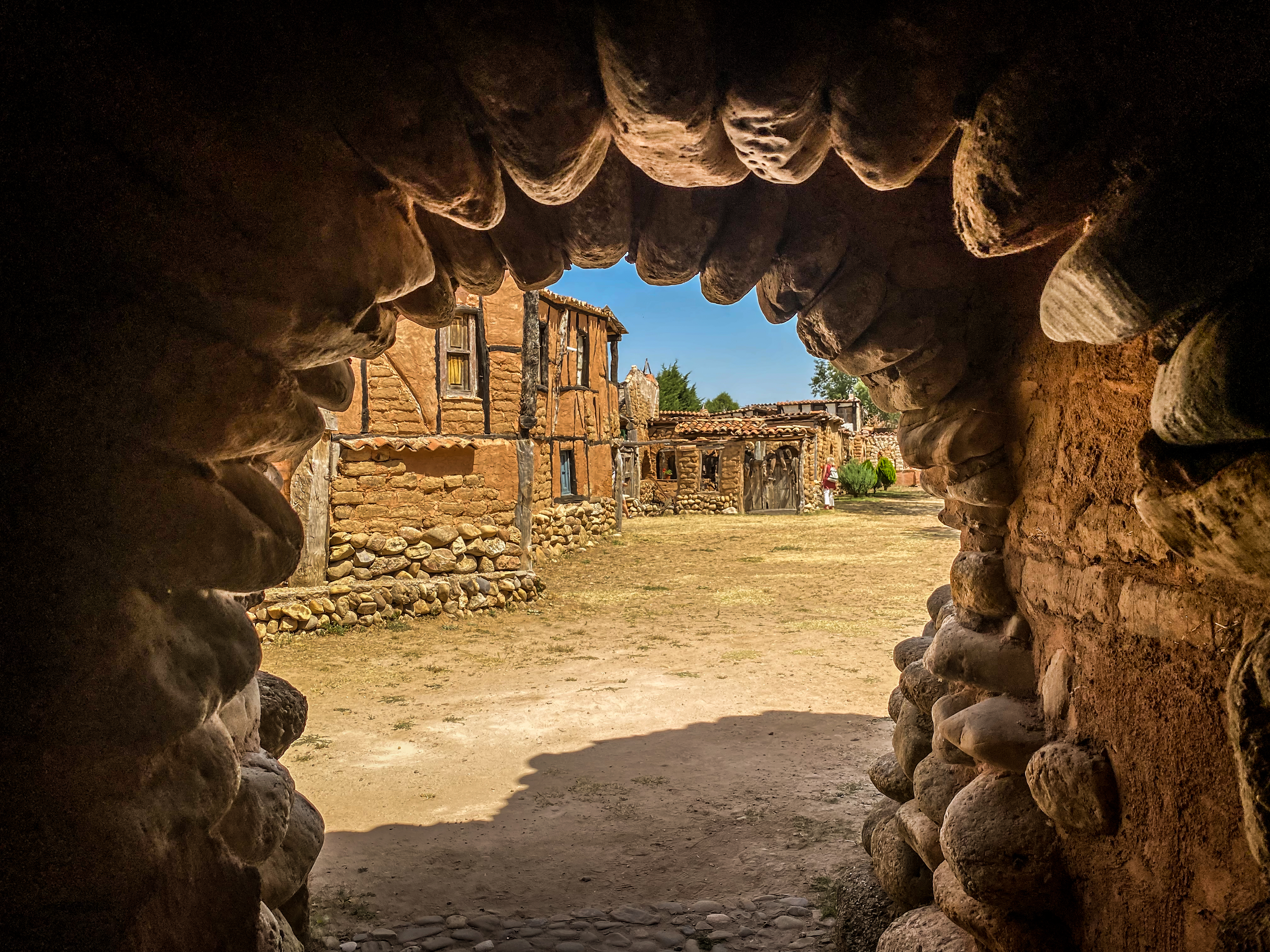
Sicht auf eine der Plazas
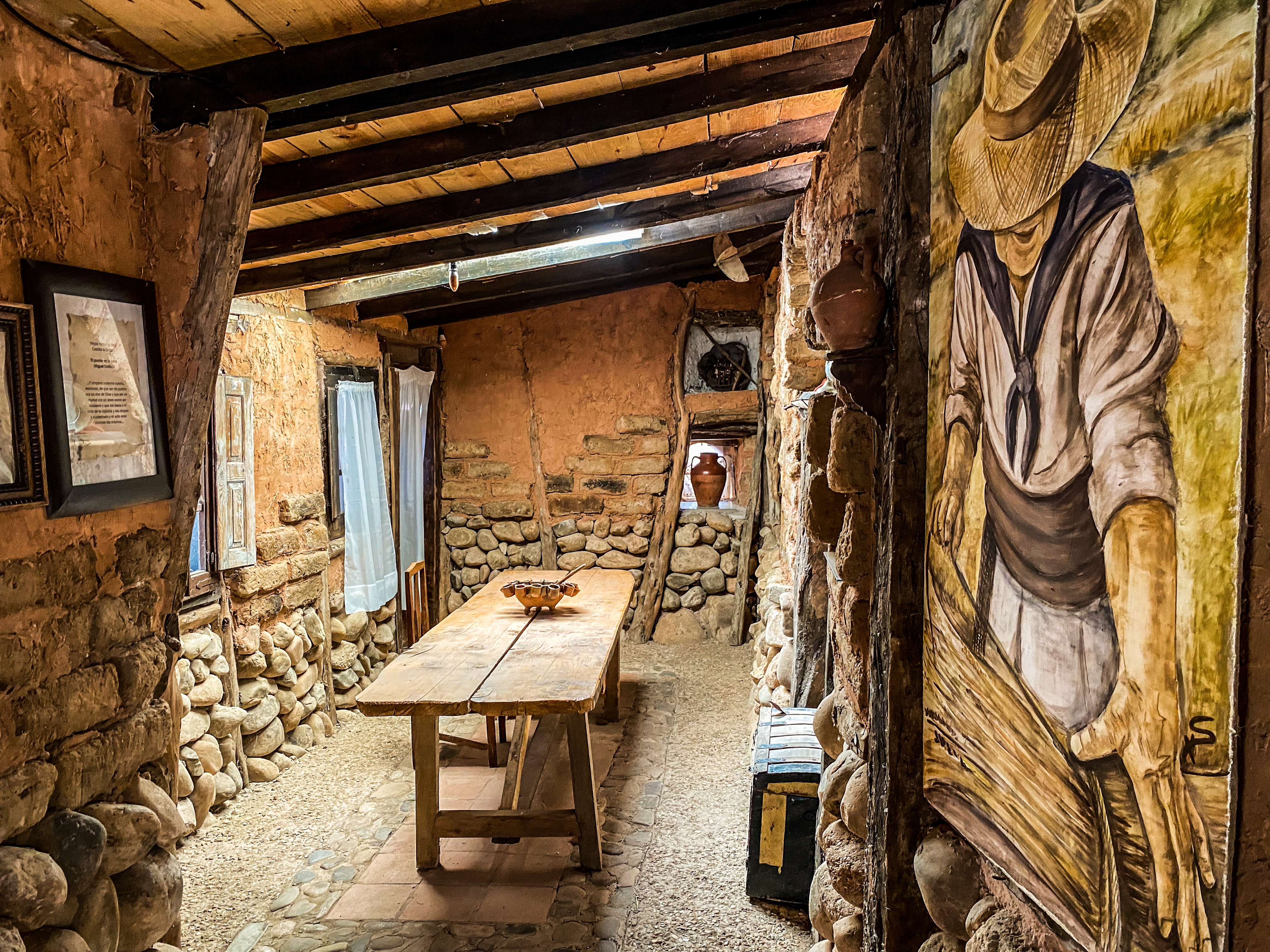
Traditionelle Kücheneinrichtung
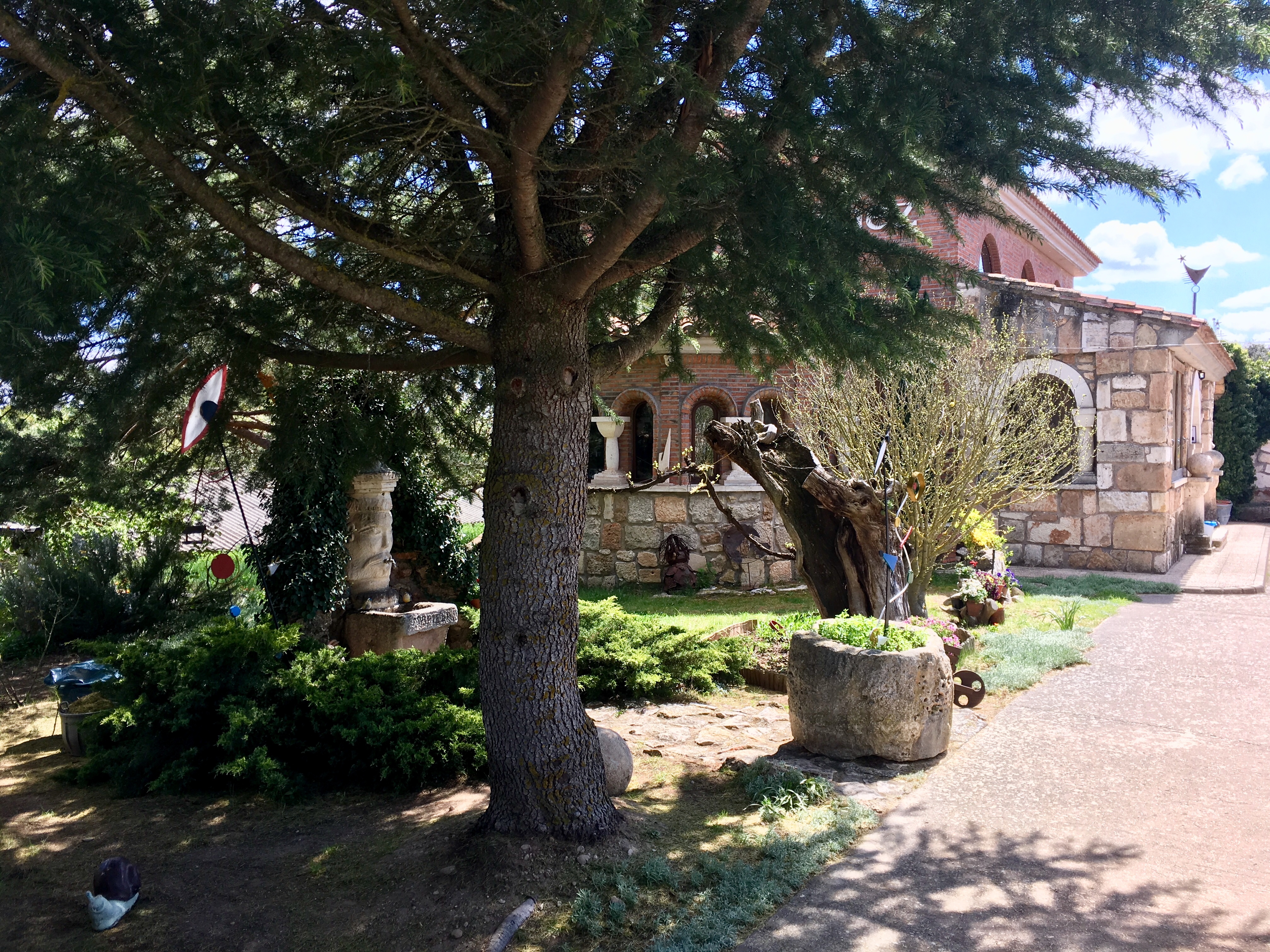
Brunnen und Werkstatt von Félix Yáñez
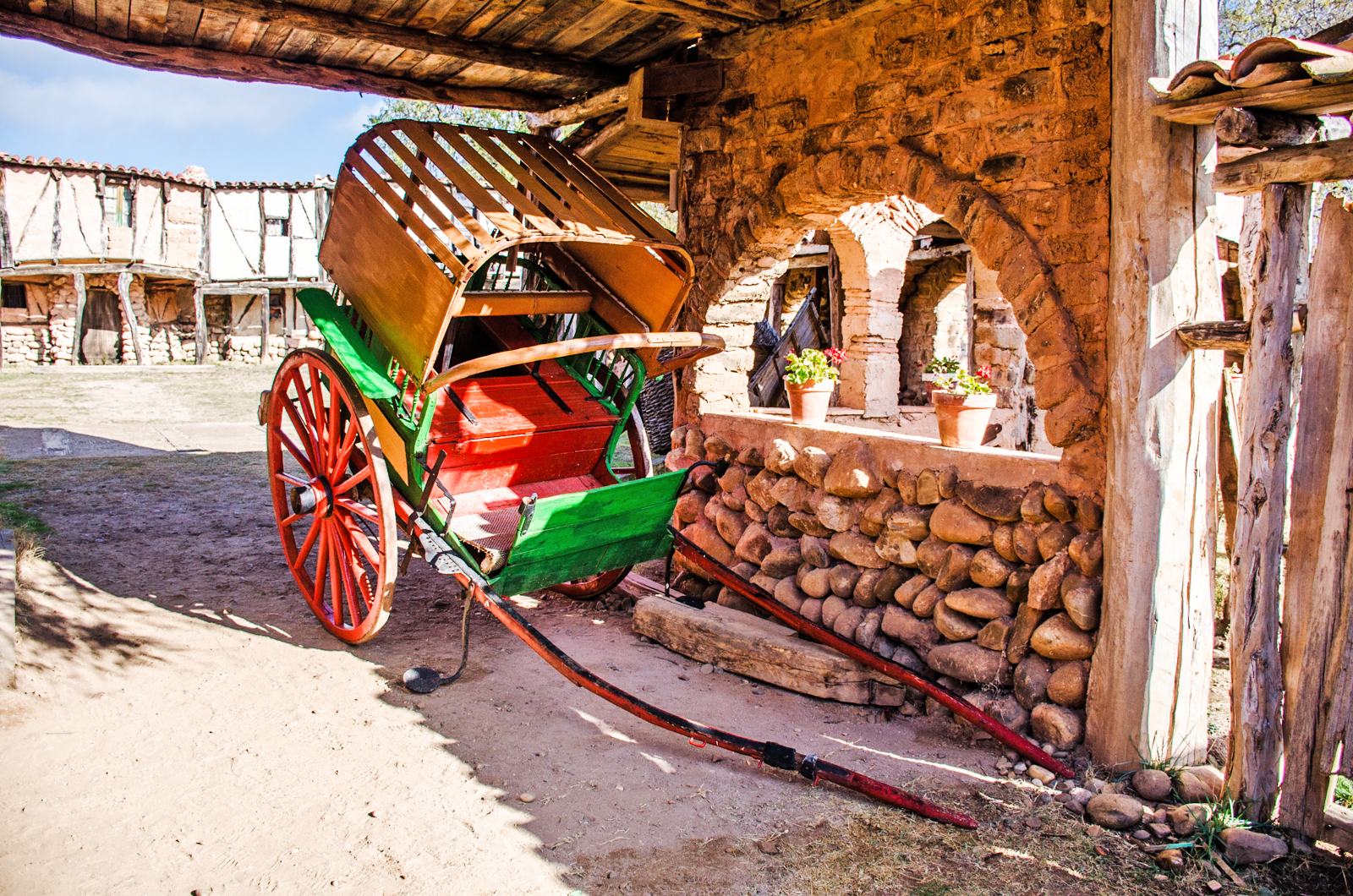
Tartana (zweirädriger Planwagen)